# Rondo Daszyńskiego (stacja metra)
Rondo Daszyńskiego – stacja linii M2 metra w Warszawie. Znajduje się w dzielnicy Wola, leży po zachodniej stronie ronda Ignacego Daszyńskiego i biegnie wzdłuż ul. Prostej.
Stacja została zaprojektowana w 2008, a rok później został wybrany jej wykonawca. 16 sierpnia 2010 rozpoczęto prace przygotowawcze w rejonie stacji, co uznaje się za początek budowy centralnego odcinka II linii warszawskiego metra. 28 marca 2011 wydane zostało pozwolenie na budowę obiektu. 16 maja i 18 czerwca 2012 dwie tarcze TBM rozpoczęły drążenie tuneli od tej stacji. Do końca września 2014 ukończono wszelkie prace budowlane, wykończeniowe i instalacyjne. 30 września 2014 wykonawca zgłosił stację do odbiorów technicznych, które rozpoczęto 17 października. 2 grudnia 2014 w pomieszczeniach technologicznych obiektu miała miejsce awaria, która przyczyniła się do opóźnienia dalszych inspekcji i otwarcia linii M2 planowanego na 14 grudnia. 5 lutego 2015, po zakończeniu wszystkich kontroli, stacja otrzymała pozwolenie na użytkowanie. Została ona uruchomiona 8 marca 2015.

## Historia

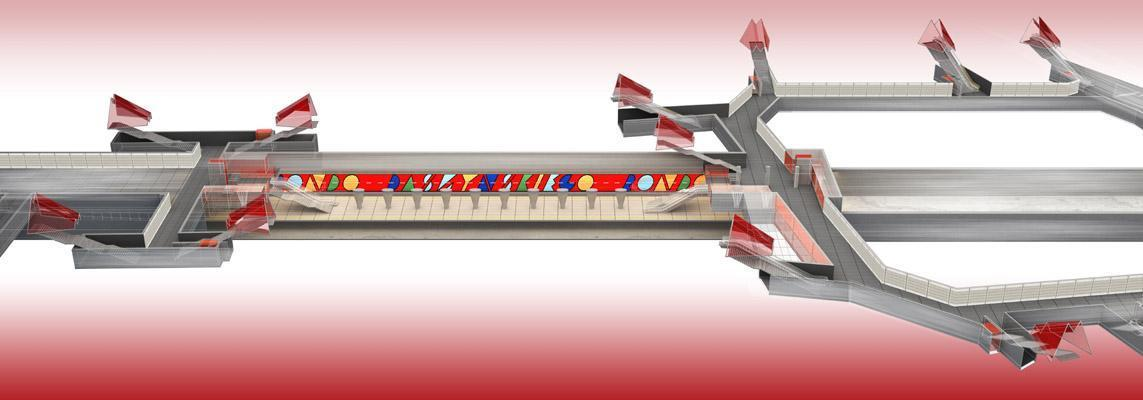
Wstępny projekt stacji autorstwa Andrzeja Chołdzyńskiego (2008)

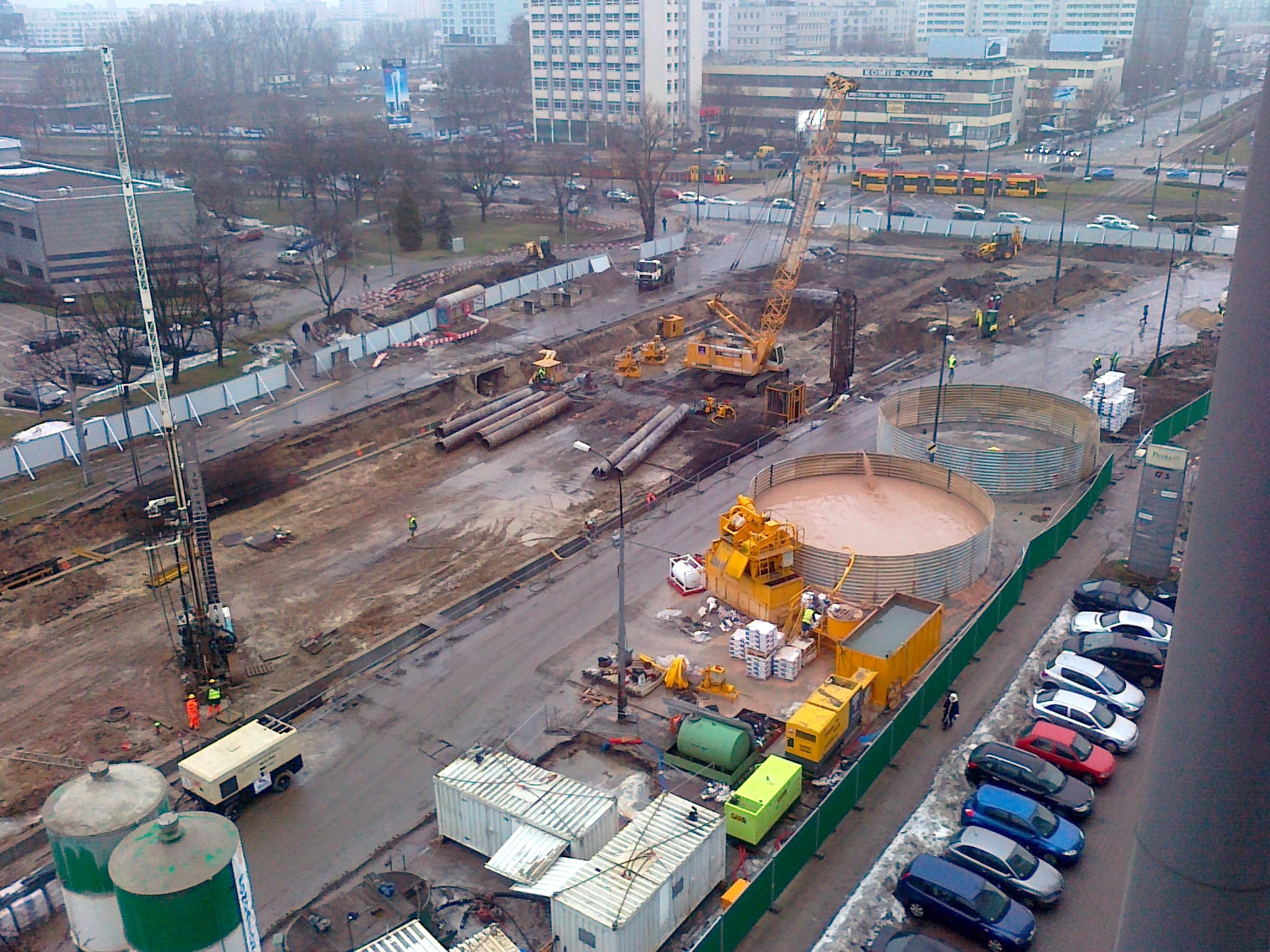
Teren budowy stacji (14 stycznia 2011)

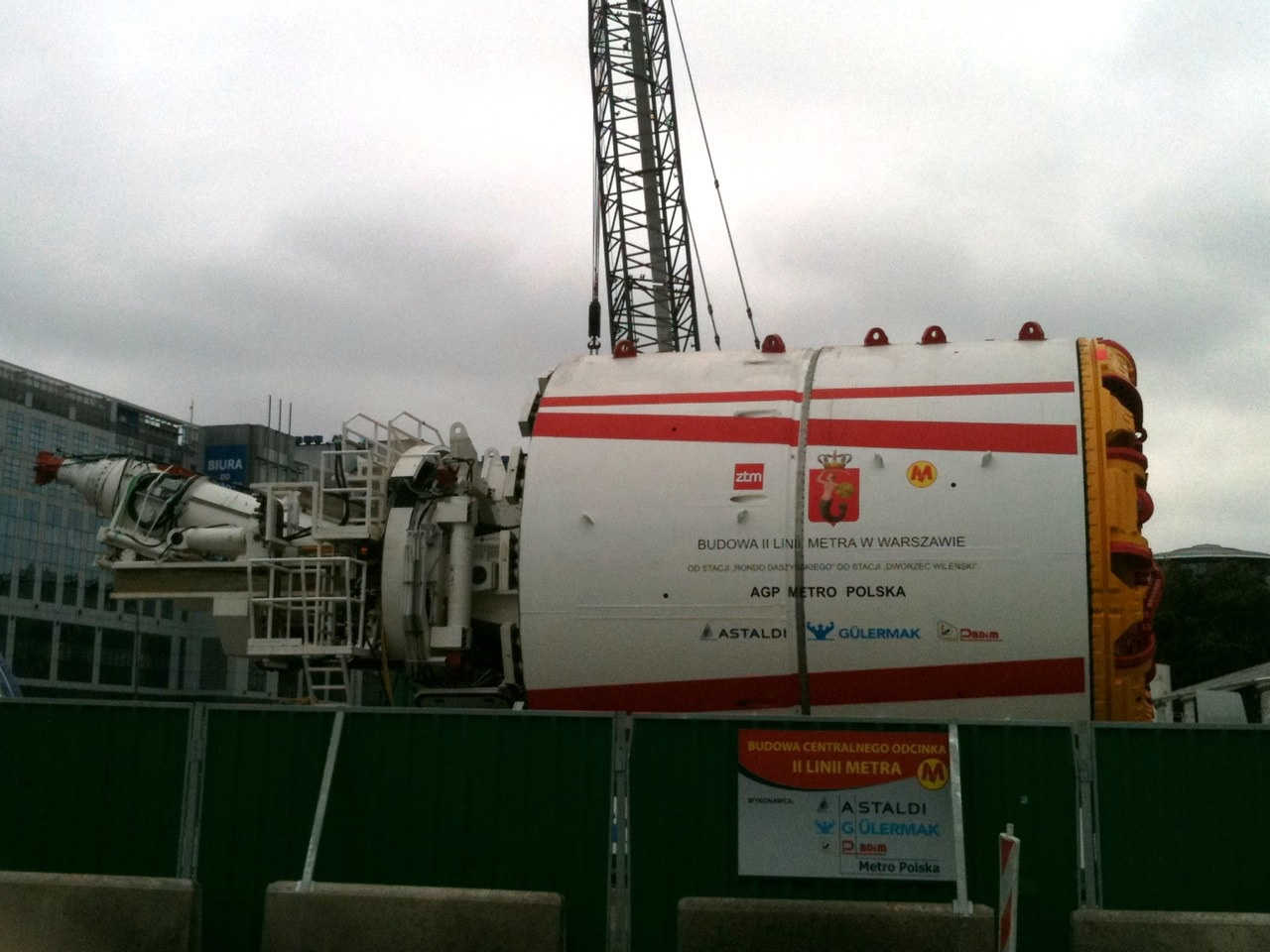
Tarcza TBM na terenie budowy stacji (20 września 2011)

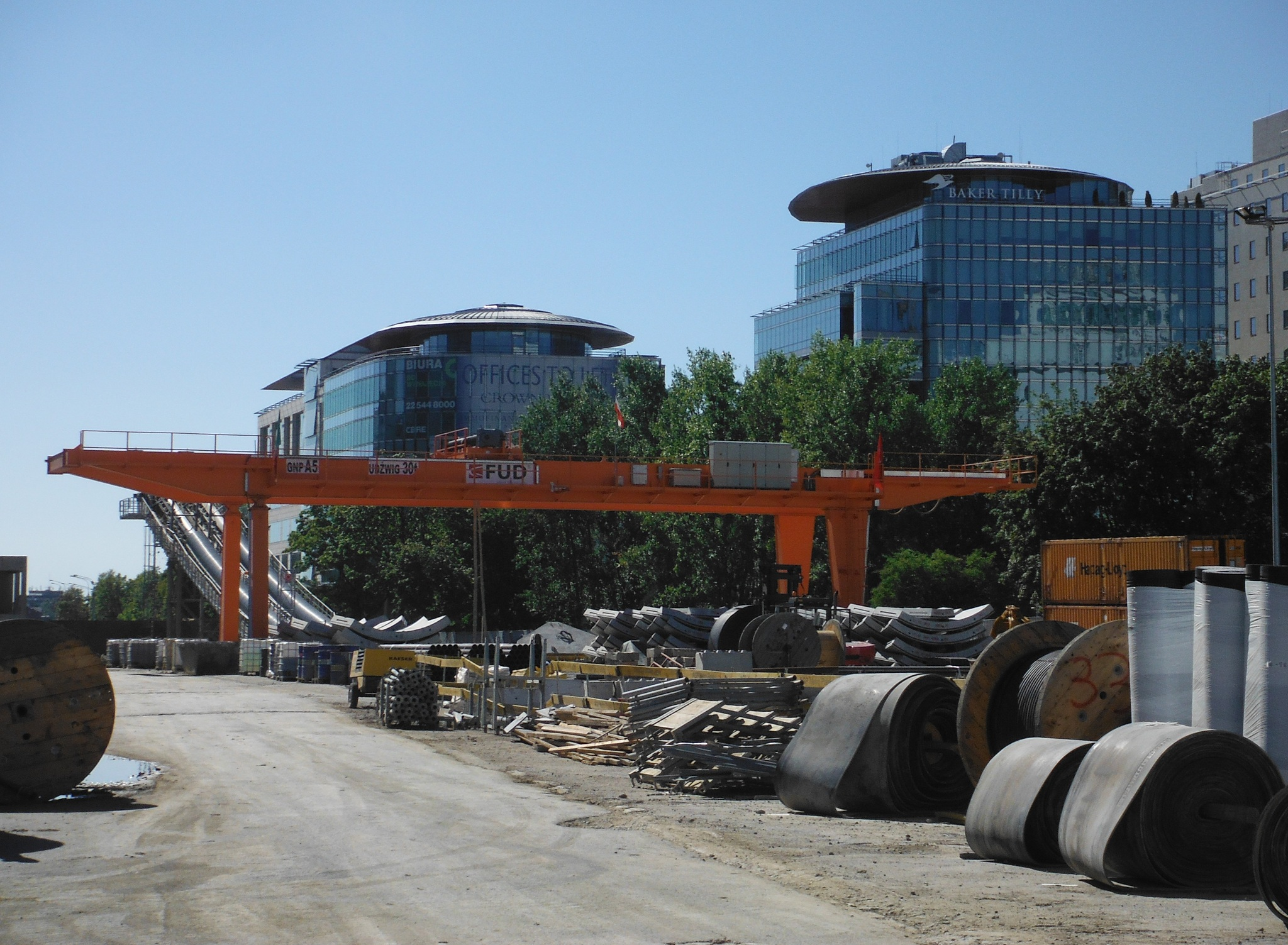
Budowa stacji (3 sierpnia 2013)

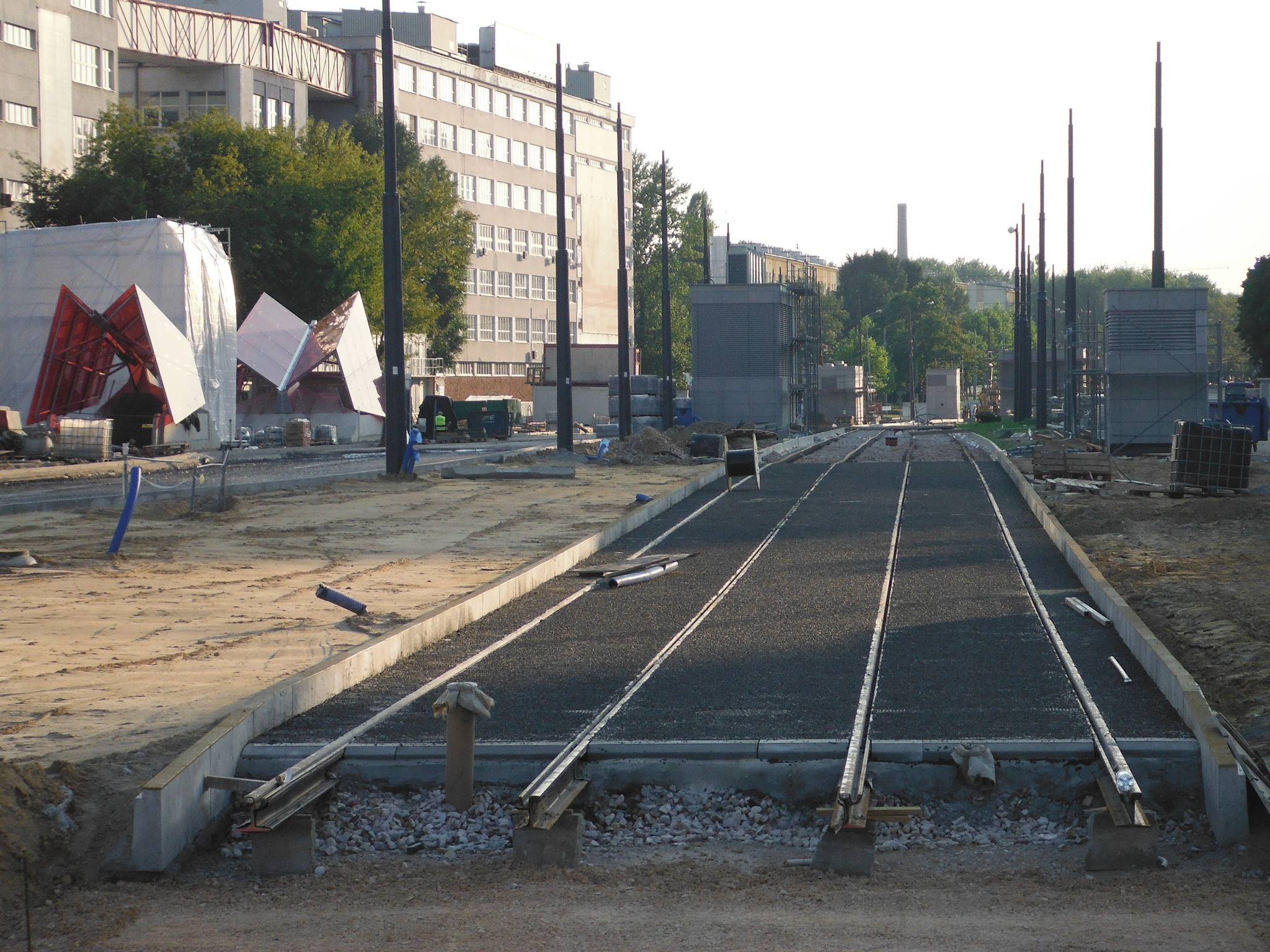
Ul. Prosta (2 sierpnia 2014)

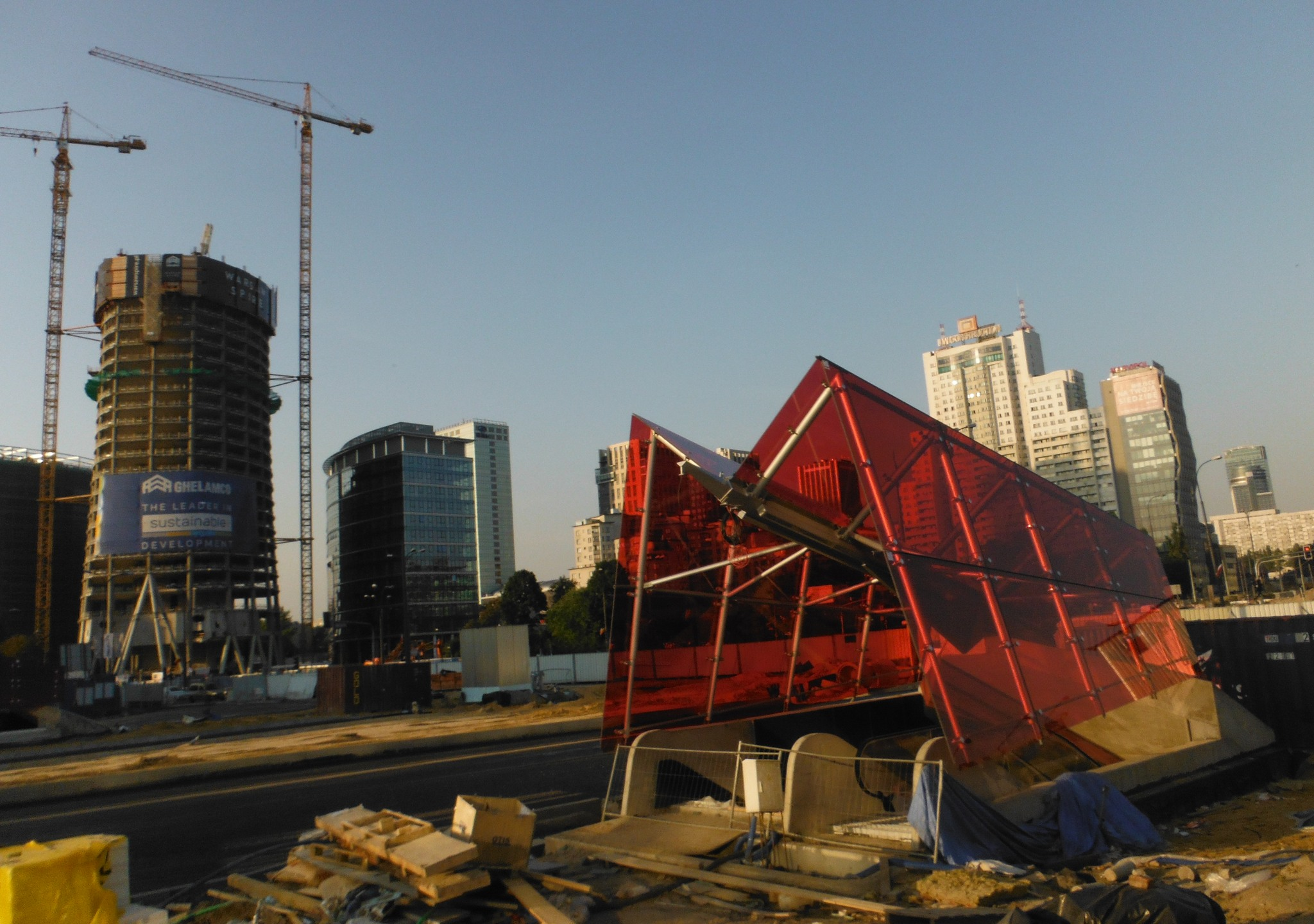
Oszklone wejście na stację, w tle budowa Warsaw Spire (2 sierpnia 2014)

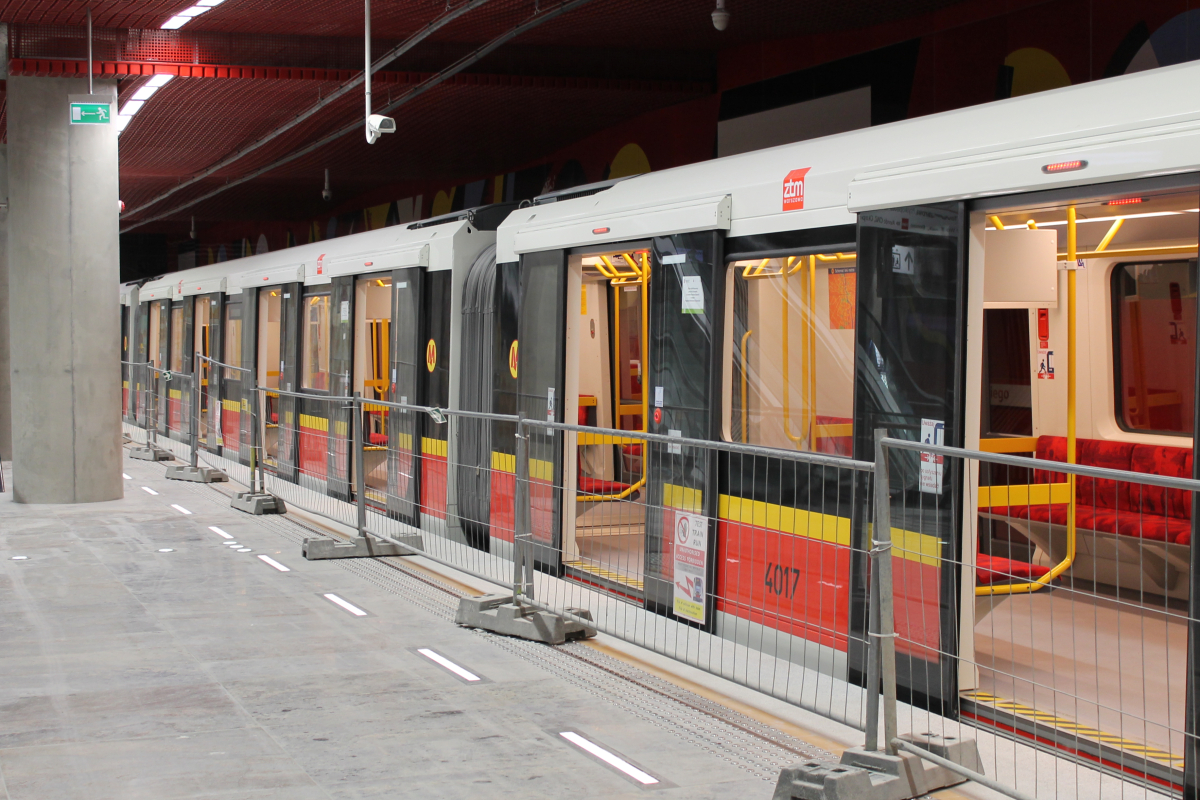
Siemens Inspiro na stacji podczas przejazdu testowego (28 września 2014)

### Projekt
Projekt koncepcyjny centralnego odcinka II linii warszawskiego metra, w tym stacji, został opracowany we wrześniu 2008. Projektantem generalnym jest Andrzej Chołdzyński, z którym współpracowali inni architekci. Autorem opracowania graficznego jest Wojciech Fangor, natomiast projekt branż technicznych opracował Metroprojekt. W projekcie tym stacja otrzymała oznaczenie S7.
28 października 2009 wykonawcą stacji, będącej elementem centralnego odcinka II linii metra, zostało konsorcjum AGP Metro Polska. Dla budowy stacji wybrano metodę odkrywkową tzw. podstropową. Termin realizacji inwestycji określono wtedy na październik 2013. 24 listopada 2009 wykonawca powierzył biuru projektowemu ILF Consulting Engineers Polska realizację projektu budowlanego i wykonawczego stacji.
1 lutego 2010 stacji nadano robocze oznaczenie C9 i nazwę Rondo Daszyńskiego.

### Budowa
8 lutego 2010 ustalono, że ze wschodniego końca stacji wyruszy tarcza TBM1 mająca za zadanie wydrążenie tunelu południowego do stacji C13 Powiśle i w międzyczasie łącznika z I linią, a miesiąc po niej pracę rozpocznie także tarcza TBM2, której zadaniem będzie wydrążenie tunelu północnego do stacji Powiśle. W maju 2010 został przygotowany i złożony do zatwierdzenia przez Metro Warszawskie projekt budowlany szybu startowego na stacji, natomiast pod koniec czerwca 2010 przedłożono go do akceptacji przez Urząd Dzielnicy Wola m.st. Warszawy. 27 lipca 2010 urząd ten z upoważnienia prezydenta miasta wydał pozwolenie na budowę szybu startowego.
16 sierpnia 2010 w rejonie obiektu rozpoczęto prace przygotowawcze wymagane do wprowadzenia tymczasowej organizacji ruchu związanej z zamknięciem ul. Prostej na odcinku od ul. Karolowej do ul. Towarowej oraz rozpoczęcia budowy szybu startowego dla tarcz drążących, co uznaje się za początek budowy centralnego odcinka II linii metra. 23 sierpnia rozpoczęto prace przy realizacji szybu startowego, natomiast 26 sierpnia wykonawca przekazał do zatwierdzenia przez zamawiającego projekt budowlany stacji. 11 września 2010 zamknięto fragment ul. Prostej i w przeciągu miesiąca wprowadzono tymczasową organizację ruchu, ogrodzono teren budowy, zorganizowano zaplecze, zdemontowano nawierzchnię, torowiska, sieć trakcyjną i infrastrukturę naziemną, zlokalizowano kolizje oraz przebudowano sieci podziemne. We wrześniu również rozpoczęto roboty ziemne przy wykopie wstępnym.
29 września 2010 podczas prac natknięto się na ruiny zburzonej fabryki, w związku z czym prace wstrzymano. 1 października konserwator zabytków zdecydował o przeprowadzeniu badań archeologicznych w rejonie stacji w dniach od 4 do 30 października, 5 października roboty przy budowie szybu startowego zostały wznowione pod stałym nadzorem archeologicznym, natomiast 14 października po przeprowadzeniu inwentaryzacji znaleziska nadzór archeologiczny wydał zgodę na rozbiórkę fundamentów starej fabryki. W listopadzie 2010 rozpoczęto prace przygotowawcze do realizacji ścian szczelinowych, pali i uszczelnień dna wykopu, na budowę wprowadzono sprzęt do wykonania w technologii jet grouting wzmocnienia i uszczelnienia podłoża gruntowego poniżej stacji, wykonano próbne pale fundamentowe i części murków prowadzących oraz kontynuowano przebudowę kolizji sieci. 22 grudnia 2010 został złożony wniosek o pozwolenie na budowę obiektu, a tydzień później zakończono realizację murków prowadzących dla ścian szczelinowych. W styczniu 2011 kontynuowano budowę ścian szczelinowych, wybudowano stację bentonitową do oczyszczania zawiesiny oraz rozpoczęto wykonywanie wykopów pod ściany szczelinowe szybu startowego, natomiast do końca lutego wykonano 15 sekcji tych ścian, a także rozpoczęto montaż pogłębiarki do kopania ścian, trwały prace przygotowawcze do realizacji pali oraz zakończono realizację próbnych kolumn jet groutingu wzmacniającego grunt pod fundament budowli i odcinającego napływ wód gruntowych. Pod koniec lutego 2011 uzupełniono informacje wymagane do uzyskania pozwolenia na budowę i ostatecznie 28 marca 2011 Prezydent m.st. Warszawy wydał pozwolenie dla stacji Rondo Daszyńskiego.
27 kwietnia 2011 uzyskano pozwolenie na drążenie tuneli odcinka centralnego II linii metra, a 17 maja 2011 dokonano uroczystego odbioru tarcz S644 i S645, których zadaniem miało być drążenie tuneli od stacji Rondo Daszyńskiego. 30 czerwca 2011 zmieniono poczynione w lutym 2010 ustalenia dotyczące drążenia tuneli. Zdecydowano, że pierwsza tarcza wykona cały tunel północny do stacji C15 Dworzec Wileński, natomiast druga odpowiednio później tunel południowy do stacji Powiśle i w międzyczasie łącznik z linią M1. 17 lipca 2011 na placu budowy stacji pojawił się dźwig do montażu tarcz TBM, natomiast 22 lipca na teren budowy szybu startowego dotarły pierwsze elementy tych tarcz i rozpoczęto montaż pierwszej z nich. 21 września 2011 dwóm tarczom zaczynającym pracę na stacji nadano imiona Maria i Anna, a w dniach 24–25 września miała miejsce prezentacja tarczy Maria.
18 listopada 2011 zakończono budowę ścian szczelinowych i stropu po zachodniej stronie stacji oraz rozpoczęto wydobywanie ziemi spod płyty stropowej, natomiast w grudniu 2011 trwał montaż obydwu tarcz startujących ze stacji oraz przygotowywano zaplecze dla urządzeń w okolicach szybu startowego. W styczniu 2012 wykonawca poinformował, że do trzech maszyn drążących dołączy czwarta, której zadaniem będzie wykonanie drugiego tunelu pod Wisłą, w związku z czym trasa pierwszej tarczy została skrócona do stacji Powiśle. W marcu 2012 zakończono przebudowywanie sieci podziemnych przy torach odstawczych, na przełomie marca i kwietnia zainstalowano dźwig potrzebny do zamontowania tarcz TBM w szybie startowym, między 2 a 4 kwietnia umieszczono w tym szybie maszynę o imieniu Anna, natomiast 11 kwietnia zamontowano również tarczę Maria. W kwietniu 2012 trwał montaż zaplecza technicznego tarcz drążących oraz prowadzono prace przygotowawcze do uruchomienia tych maszyn.
13 kwietnia 2012 na placu budowy stacji znaleziono wydanie Kurjera Warszawskiego z 30 marca 1912 oraz kamień węgielny pod budowę fabryki drożdży, a w połowie maja 2012 na teren budowy dotarły multicary służące do transportu segmentów obudowy tunelu i przewozu 12-osobej załogi TBM oraz kontenery na zaprawę doszczelniającą mającą uzupełniać przestrzeń między pierścieniami tunelu i obudową tarczy. W maju również kontynuowano prace przygotowawcze do uruchomienia tarcz, a 16 maja 2012 o godz. 12:30 tarcza Anna jako pierwsza rozpoczęła drążenie tuneli centralnego odcinka II linii warszawskiego metra. 18 czerwca 2012 pracę rozpoczęła także druga tarcza Maria, ponadto na terenie budowy stacji trwał wtedy montaż taśmociągu do wyprowadzania urobku z szybu.
W okresie od lipca 2012 do marca 2013 m.in. kontynuowane prace dotyczące stropów stacji i torów odstawczych oraz przebudowywano sieci podziemne. 7 marca 2013 Rada m.st. Warszawy uchwaliła nazwy stacji centralnego odcinka II linii metra i potwierdzone zostało dotychczasowe oznaczenie i nazwa C9 Rondo Daszyńskiego. W marcu również trwały prace przy wejściach na stację oraz zamknięto otwory technologiczne, którymi wprowadzono tarcze TBM. 7 maja 2013 termin realizacji inwestycji przesunięto z IV kwartału 2013 na 30 września 2014. W czerwcu 2013 rozpoczęto prace wykończeniowe w zakresie instalacji wewnętrznych, a w sierpniu zaczęto wykonywanie tynków i posadzek w pomieszczeniach stacji. We wrześniu 2013 trwał montaż urządzeń w podstacji energetyczno-trakcyjnej oraz przebudowywano sieci podziemne, a w październiku trwał montaż konstrukcji wsporczych na stacji i torach odstawczych. Do końca 2013 realizowano różne prace budowlane, wykończeniowe i instalacyjne.
W styczniu 2014 rozpoczęto zasypywanie stropu torów odstawczych, a w marcu wykonano peron pasażerski stacji oraz zamknięto największy z otworów technologicznych służących do usuwania urobku z wnętrza obiektu. Pod koniec maja 2014 rozpoczęto montaż podwieszanego sufitu nad peronem, a do tego momentu wykonano również metalowe konstrukcje do montażu ścian zatorowych na ścianach szczelinowych, torowisko wraz z trzecią szyną na terenie stacji i torów odstawczych, rozpoczęto odtwarzanie ul. Prostej, na której w pierwszej kolejności zaczęto układać tory tramwajowe, wylano część asfaltu na ul. Kasprzaka, a także zaczęto montaż zadaszeń wejść na stację. W nocy z 25 na 26 czerwca 2014 rozpoczęto testy pociągów Siemens Inspiro na odcinku do stacji C10 Rondo ONZ. Od 22 do 23 sierpnia 2014 zamknięto zachodnią stronę ronda Daszyńskiego na czas realizacji docelowej nawierzchni asfaltowej i torowiska tramwajowego. Do końca września 2014 trwały różnego rodzaju prace wykończeniowe. 30 września otwarta została ul. Prosta.
30 marca 2014 miało miejsce zwiedzanie budowy stacji podczas Dni Otwartych, natomiast 28 września 2014 ze stacji w stronę Dworca Wileńskiego wyruszył pociąg numer 57 z władzami i dziennikarzami na pokładzie.

### Odbiory techniczne i oddanie do użytku
30 września 2014 wykonawca centralnego odcinka II linii metra zgłosił inwestycję do odbiorów technicznych.
17 października 2014 na stacji rozpoczęto odbiory inwestorskie, które trwały do 6 listopada.
9 listopada 2014 miał miejsce Dzień Otwarty Metra, w ramach którego zwiedzający mogli zobaczyć wszystkie stacje centralnego odcinka linii M2, w tym Rondo Daszyńskiego.
2 grudnia 2014 o godz. 21:59, podczas trwających na stacji odbiorów służb zewnętrznych, doszło do zwarcia zespołu akumulatorów zasilania awaryjnego zainstalowanego w pomieszczeniach technologicznych obiektu. Po kilkunastu minutach rozpoczęło się oddymianie pomieszczeń oraz zostało wysłane zgłoszenie do straży pożarnej. Zadaniem strażaków było sprawdzenie pomieszczeń, w których doszło do awarii. Ich akcja trwała półtorej godziny i stwierdzono, iż pożar nie rozprzestrzenił się, gdyż pomieszczenie technologiczne jest ochraniane stałą instalacją gaśniczą. Po awarii zadecydowano o wymianie wadliwych akumulatorów oraz sprawdzeniu wszystkich urządzeń tego typu zamontowanych na pozostałych stacjach. Wstrzymano także odbiory techniczne i testowe jazdy pociągów, a planowane po odbiorach testy eksploatacyjne wydłużono z tygodnia do co najmniej dwóch. W obliczu tych wszystkich wydarzeń planowane na 14 grudnia otwarcie linii M2 stało się nierealne.
4 lutego 2015 Wojewódzki Inspektorat Nadzoru Budowlanego zakończył swoje odbiory na stacji, a następnego dnia wydał, jako pierwszemu obiektowi centralnego odcinka linii M2, pozwolenie na użytkowanie.
8 marca 2015 o godz. 9:30 stacja została uruchomiona wraz z całym centralnym odcinkiem linii metra M2.

## Lokalizacja

### Położenie

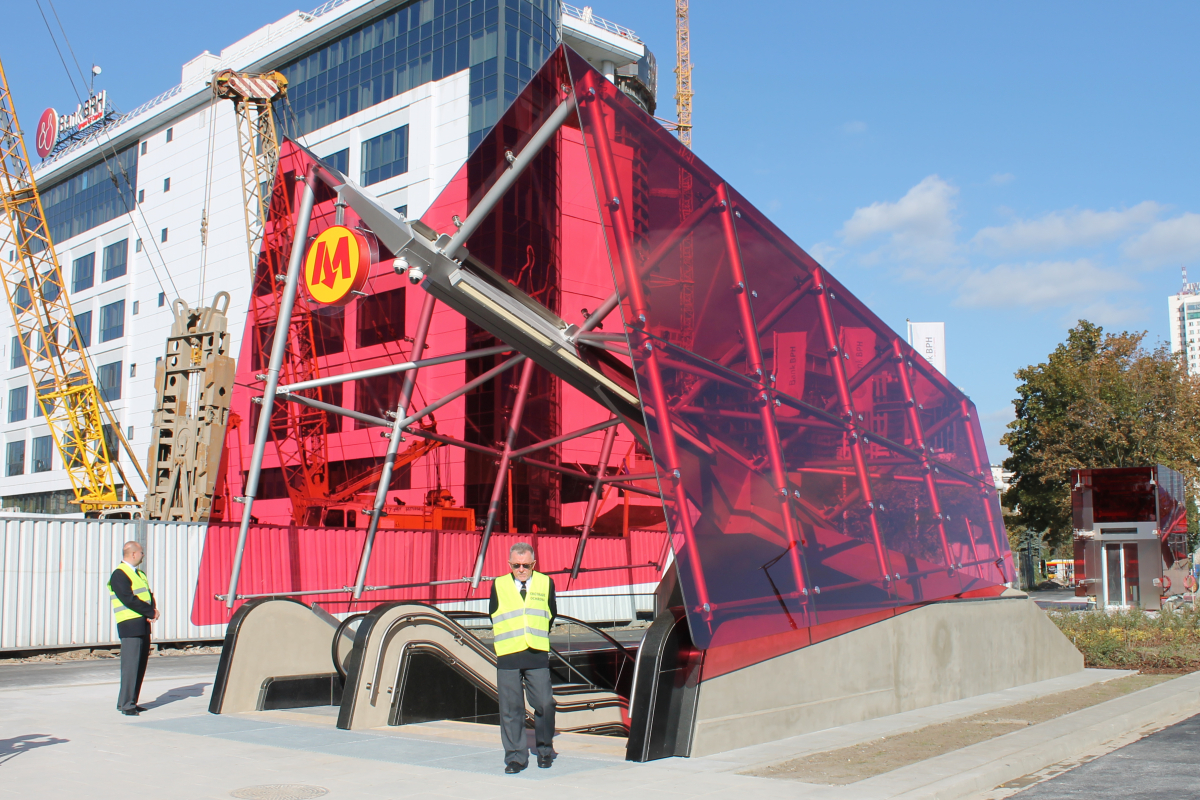
Wejście na stację (28 września 2014)

Stacja C9 Rondo Daszyńskiego położona jest w dzielnicy Wola, na zachód od ronda Daszyńskiego, wzdłuż ul. Prostej. Głębokość peronu poniżej poziomu gruntu wynosi 15 m.
Na głowicę zachodnią obiektu prowadzą 4 wejścia zlokalizowane po północnej i południowej stronie ul. Prostej na wschód od ul. Przyokopowej oraz 2 windy, natomiast na antresolę wschodnią 2 wejścia na zachodnich narożnikach skrzyżowania Prostej z Towarową, 1 wejście z wysepki tramwajowej oraz 3 windy. Od 2020 roku głowica wschodnia posiada także bezpośrednie połączenie z kondygnacjami podziemnymi kompleksu biurowego The Warsaw Hub, z których dostęp prowadzi do punktów usługowo-handlowych, części biurowej, hotelowej oraz parkingów podziemnych, a także do ulicy Towarowej poprzez hol recepcyjny biurowca.
Stacja jest pierwszym przystankiem centralnego odcinka II linii metra. Następną stacją jest C10 Rondo ONZ i prowadzi do niej tunel południowy o długości 934 m oraz tunel północny o długości 933 m. Odległość między środkami tych dwóch stacji wynosi 1092 m.

### Połączenia komunikacyjne
W okolicach stacji znajduje się zespół przystankowy Rondo Daszyńskiego. Dwa przystanki autobusowe ulokowane są bezpośrednio przy stacji po zachodniej stronie ronda po obydwu stronach ul. Prostej, kolejne dwa przy ul. Towarowej po północnej i południowej stronie ronda, a piąty po wschodniej stronie ronda po południowej stronie ul. Prostej. Dwa przystanki tramwajowe leżą nad wschodnią częścią stacji wzdłuż ul. Prostej, a dwa kolejne na północ i południe od ronda wzdłuż ul. Towarowej.

## Wygląd

### Stacja

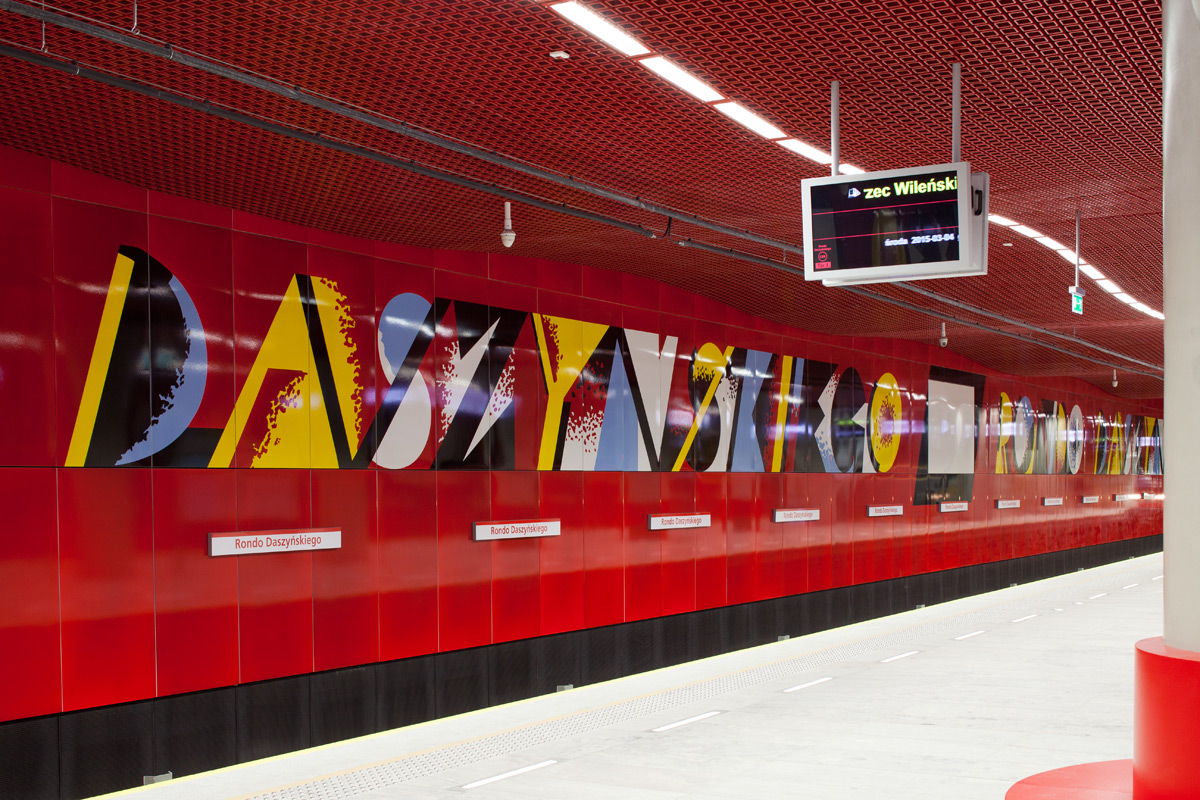
Ściana zatorowa (2015)

Korpus stacji ma długość 133 m i maksymalną szerokość 22,6 m. Kubatura obiektu wynosi 120 045 m³, natomiast jego powierzchnia 20 781 m².
Kolorem przewodnim stacji jest czerwony. Utrzymane są w nim ściany za torami, sufit i oszklone wejścia. Na środku peronu o długości 120 m i szerokości 11 m stoją filary, na których zamontowano okrągłe metalowe ławki.

### Tory odstawcze

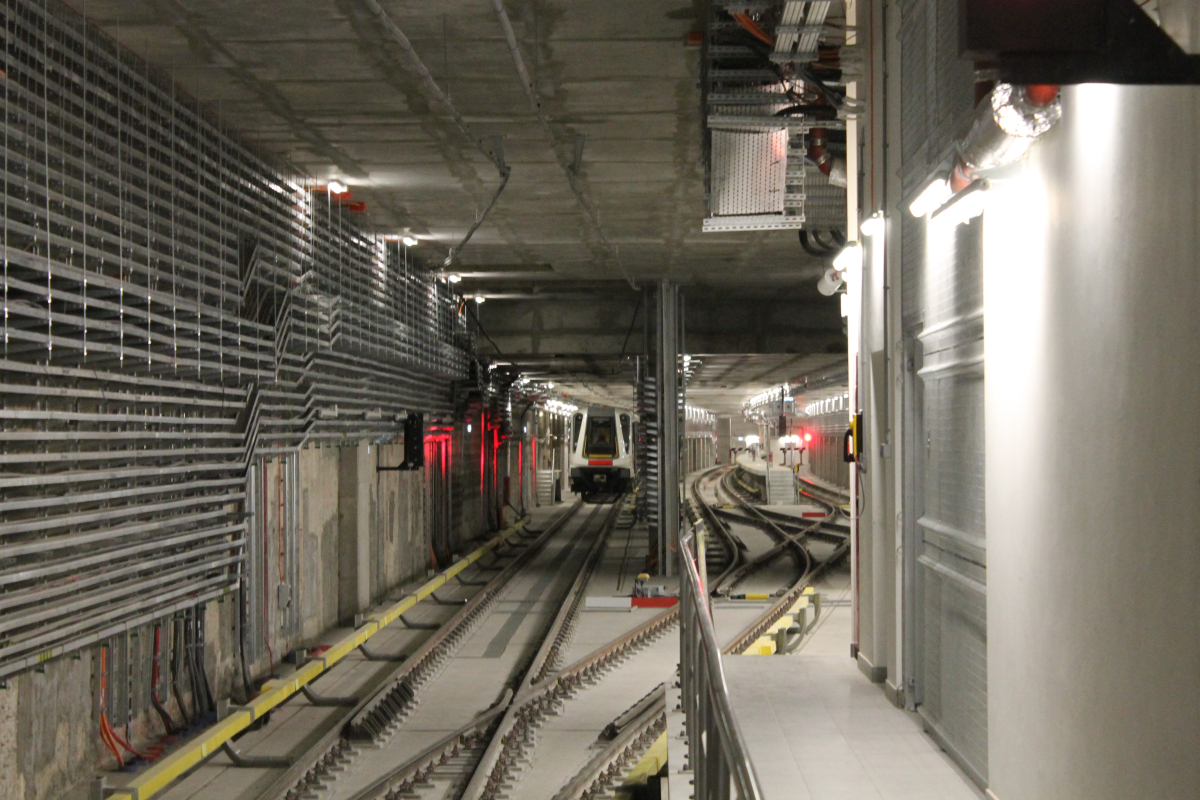
Tory odstawcze za stacją (9 listopada 2014)

Po zachodniej stronie stacji do skrzyżowania ul. Prostej z ul. Karolkową zlokalizowany jest obiekt torów odstawczych o długości 272 m. Na poziomie torowiska mieszczą się perony technologiczne, natomiast na poziomie -1 pomieszczenia technologiczne oraz socjalne dla pracowników odpowiedzialnych za stan techniczny taboru.
Cztery tory są w stanie pomieścić cztery składy. Dwa tory środkowe, pomiędzy którymi znajduje się wyposażony w kanał peron technologiczny o szerokości 1,5 m, służą do zmiany czoła pociągów kończących bieg na stacji oraz zawracających w stronę Pragi, natomiast na dwóch skrajnych, przy których wybudowano tymczasowe perony boczne, odstawia się składy nieeksploatowane.
Tory zostały zaprojektowane tak, aby umożliwić przedłużenie linii w stronę Woli i następnie Bemowa.

## Liczba pasażerów

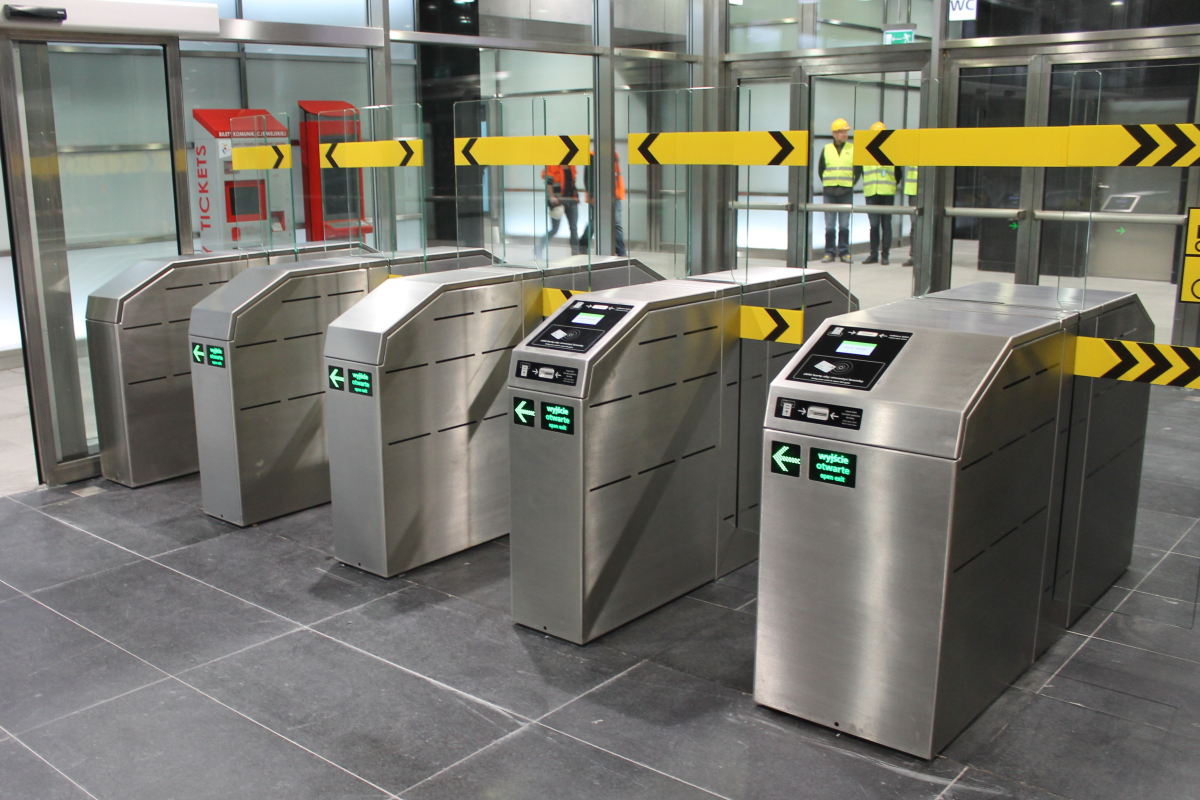
Bramki biletowe w zachodniej hali odpraw (28 września 2014)

8 marca 2015, w dniu uruchomienia linii M2, przejazdy nią były bezpłatne i liczbę pasażerów, którzy w ciągu tego niepełnego dnia eksploatacji skorzystali ze wszystkich stacji razem, oszacowano na około 233 tys. W kolejnych dniach użytkowania dokonano pomiarów na każdej ze stacji z osobna i według danych z liczników bramek biletowych wynikało, że stacja była trzecim najpopularniejszym przystankiem na całej linii.
Pod koniec maja 2015, po niespełna trzech miesiącach eksploatacji, liczba pasażerów na linii M2 ustabilizowała się. W ostatnim tygodniu maja 2015 zanotowano wzrost przewozów związany z finałem Ligi Europy, który rozegrano 27 maja na Stadionie Narodowym. Na początku czerwca 2015 stacja była drugą lub trzecią pod względem popularności stacją na zmianę z przystankiem Świętokrzyska.